# Tshopo

Tshopos läge i Kongo-Kinshasa.

Tshopo är en provins i Kongo-Kinshasa, som bildades ur den tidigare provinsen Orientale enligt planer i konstitutionen 2006, genomförda 2015. Huvudstad är Kisangani och officiellt språk swahili. Provinsen har omkring 2,6 miljoner invånare på en yta av 199 567 km².
Provinsen har fått sitt namn av Tshopofloden, som flyter genom den.
Tshopo var en självständig provins också mellan 1963 och 1966, då under namnet Haut-Congo innan den gick upp i Orientale som distriktet Tshopo och kommunen Kisangani. Den delas administrativt in i territorierna Bafwasende, Banalia, Basoko, Isangi, Opala, Ubundu och Yahuma.